# Luvaridae
Luvaridae é uma família de peixes da subordem Acanthuroidei.
Esta família apenas tem um género, Luvarus, e uma espécies, Luvarus imperialis.